# Emma Coeckelbergh
Maria Josephina Emma Coeckelbergh (Antwerpen, 22 september 1851 – Elsene 17 februari 1921) beter gekend als Emma Coeckelbergh en ook als Emma Tinel was Belgisch dichter en de vrouw van toondichter Edgar Tinel.

## Biografie

### Eerste jaren en jeugd
Coeckelbergh werd geboren op 22 september 1851 te Antwerpen als tweede kind in het gezin van Franciscus Julianus Coeckelbergh en Maria Ludovica Paridaens. Haar grootvader Pieter Josephus was afkomstig van Puurs en was drukker. Vader was een reizende klerk, afkomstig van Puurs. De familie vestigde zich op 10 december 1871 vanuit Antwerpen in Sint-Niklaas. Daar baatten haar ouders een textielfabriek uit. In 1878 verhuisden vader en moeder Coeckelbergh naar Temse, waar vader op 19 december 1879 overleed.

### Dichteres
Toen ze vooraan de twintig was, kwam Coeckelbergh in contact met Evariste Carrance, een Franse dichter, geboren in Bordeaux op 3 oktober 1842 en gestorven op 31 oktober 1916. Hij was van Portugese afkomst en doctor in de rechten. Hij was initiatiefnemer van de 'Concours Poétiques' in Bordeaux. Hij heeft een 100-tal werken nagelaten: blijspelen, poezie, romans en vrijmetselaar-liederen. Ze corresponderen en er is een wederzijds respect.
Carrance publiceerde een drietal gedichten van Coeckelbergh, o.a. een gedicht opgedragen aan Edgar Tinel : 'Adieux à M. Edgar Tinel'. Het dateert van 19 oktober 1875, 2 dagen na het concert te Sinaai, waarop ze Edgar Tinel ontmoette.
In 1874 verscheen 'Conte Indien. La Mandragore, poème', L. de la Montagne, Anvers, 1874, 70 pg.
In 1874 verscheen haar bundel 'Heures Perdues', uitgegeven door J. Edom, te Sint-Niklaas. Hierin vinden we op p. 59, als voorwoord van het gedicht 'Elle et Paquerette', een gedichtfragment van Evariste Carrance. In 1875 verscheen bij dezelfde drukker de bundel 'Les Epines'. Hier vinden we op p. 56 ook een gedichtfragment van Evariste Carrance als voorwoord van het gedicht Réflexions'. Het gedicht 'Pourquoi' uit Les Epines kreeg een eervolle vermelding op het '14e Concours Poétiques de Bordeaux' op 15 mei 1875.
Uit haar gedichten blijkt dat Coeckelbergh een zeer gevoelige, romantische, melancholische jongedame was met heel veel empathie jegens haar naasten. Ze leeft mee met een weeskind (Console-toi), met haar vriendinnen, met haar zuster en haar broer (Réponse, A Julienne, Boutade, A ma Soeur ...). Ze leeft mee met de zieken, troost de overlevenden (Petite soeur dormait, A la mémoire de mademoiselle Marie Lenaers ...) Ze was ook christelijk geïnspireerd (Enfants, Priez!, La Réligion et l'Amitié, A ma Reine ...). In veel gedichten beschrijft ze de natuur rondom haar (Les Orages, Les Nids d'Oiseaux, Charmante Rose, Comme les Hirondelles ...)
In mei 1877 verscheen 'Sentiers Perdus', met voorwoord van Alphonse Le Roy, M. Weissenbruch, 1877. Alphonse Le Roy was professor aan de universiteit van Luik en voorzitter van de  Koninklijke Academie van België. De bundel is opgedragen aan Hendrik Conscience. In deze bundel bevindt zich het gedicht "Ma mère morte" waarmee Coeckelbergh op 15 juni 1876 een bronzen medaille behaalde op het 16e concours poétique van Bordeaux en ook het gedicht "Dieu" waarmee ze in 1876 een 'très honorable' vermelding krijgt op het 17e concours poétique.

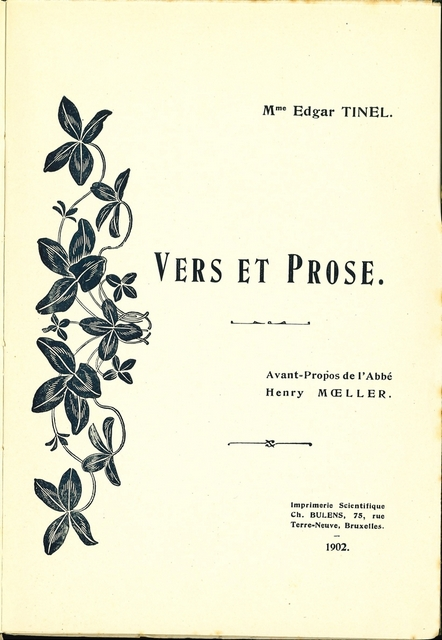
Voorpagina 'Vers et prose'

In 1877 verscheen een novelle: "Notre Dame du Chêne.
In 1902 verscheen de bundel 'Vers et Proses'. De gedichten zijn niet gedateerd op een paar na. De bundel 'Vers et Prose' (PUB2008) is uitgegeven met Jugendstil-versieringen.
Coeckelbergh hield contact via briefwisseling met andere auteurs: Louise Stratenus, Catharina Alberdingk Thijm.
Het Edgar Tinelmuseum bezit een schriftje (VAR015) met gedichten en stukjes proza van Coeckelbergh, die gepubliceerd werden in kranten. Hieruit blijkt dat ze ook schreef onder de pseudoniemen "Manuel" en "S.L.". Dit schriftje bevat ook gedichten in handschrift met de nodige doorhalingen.

### Ontmoeting met Edgar Tinel
Edgar Tinel had de gedichtenbundel 'Heures perdues' onder ogen gehad ten huize van een vriend en was zo begeesterd dat hij een aantal gedichten op muziek zette. Dit wordt zijn opus 5: 'Quatre mélodies pour chant avec accompagnement de piano'. Om ze te publiceren vroeg hij per brief toelating aan de dichteres.
Bruxelles, 1er septembre 1875
MADEMOISELLE!
Un pauvre petit compositeur signe cette lettre.
Son nom est sans éclat, son talent sans mérite.
Mais il a la Foi qui sauve, l'Espérance qui fait vivre.
Le plus grand des fils de la terre, l'Homme-Dieu, appelait à lui les petits enfants; songez à Lui, Mademoiselle, et soyez-moi favorable.
J'ai mis en musique quelques-unes de vos si belles poésies – et aurais-je pu ne pas les aimer, elles sont si aimantes! - Mon intention est de faire éditer prochainement ce que j'ai écrit jusqu'à ce jour. Permettriez-vous, Mademoiselle, que, dans les mélodies que votre lyre m'a inspirées, votre ou plutôt mon nom figurât à coté du vôtre? Permettriez-vous enfin, que le monde – et il est si inconséquent le monde! - possédât ces petits morceaux et les jugeât?
Vous mettriez le comble à mon bonheur, à ma joie, en daignant accepter la dédicace des deux mélodies:
Charmante Rose et L'Automne
Je vous les offrirais toutes quatre si je n'eusse prié Mademoiselle votre soeur de vouloir bien accepter L'Oracle en Défaut, et si ma mère n'aimait pas tant Souris, Bel Enfant. Mais votre harpe vibre encore, Mademoiselle, et ses séduisantes harmonies remueront encore mon âme si Dieu ne l'apelle bientôt à lui.
Pardonnez, Mademoiselle, cette démarche – il est des hardiesses qu'on ne craint point – et veuillez bien agréer mes hommages.
Edgar TINEL,
Rue Tasson-Snel, 8,

Quartier Louise
Coeckelbergh stemde er mee in en schreef Tinel terug dat op 15 september (1875) haar nieuwe bundel 'Les Epines' zal verschijnen. Ze zou hem een exemplaar opsturen. Ze bleven elkaar brieven sturen en Edgar Tinel nodigde haar uit op een concert, ingericht door de gemeente Sinaai, waar hij Liszt, Schubert en Hans van Bülow zal spelen. Hij bezorgde de uitnodigingen aan huis en zo ontmoetten ze elkaar. Na het concert noteerde Edgar Tinel in zijn dagboek: "J'ai trouvé la fiancée de mes aspirations, de mes rêves; j'ai trouvé mon Emma!"
Na twee jaar verloving trouwden ze op 1 september 1877, het jaar waarin Edgar Tinel de prijs van Rome behaald heeft met Klokke Roeland. Ze vestigden zich te Brussel in de Tenboschstraat. Het huwelijk droeg niet de volle instemming van moeder Tinel; twee dagen vóór het huwelijk had zij nog steeds geen toestemming gegeven. Volgens kwatongen was Coeckelbergh een vrouw die moeder Tinel niet kon liefhebben. Moeder en zoon vervreemdden van elkaar. De contacten bleven onderkoeld tot de komst van het eerste kind; bij de geboorte van "Jefke" aanvaardde zij dan toch Emma als haar schoondochter.  

### Kinderen

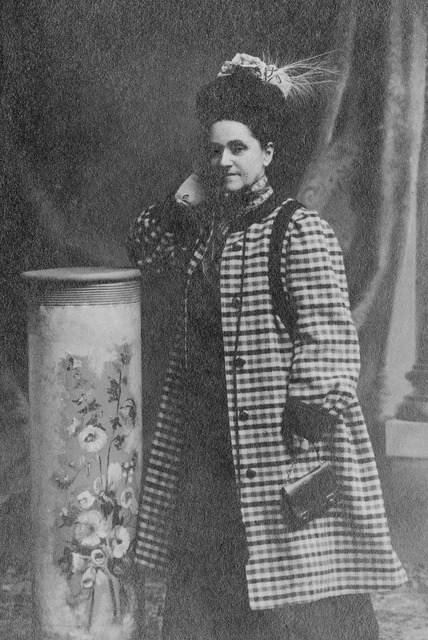
Emma Coeckelbergh

Het huwelijk van Emma Coeckelbergh met Edgar Tinel werd gezegend met de geboorte van 6 zonen: Jef (°09/06/1878), Jan (°15/02/1880), Franz (°10/03/1882), Guido (°24/08/1885), Antoon (°16/01/1890) en Paul Tinel (1892-1974).
Na de dood van Edgar Tinel (28 oktober 1912) bleef Emma Coeckelbergh achter met zonen Antoon en Paul.
De oudste zoon Jef was priester gewijd in 1903 en onderpastoor in de parochie "Notre Dame de Bon Secours" te Brussel. Hij stierf 3 maand na Edgar op 18/01/1913 aan TBC.
Zoon Jan was op 16 juni 1912 opgenomen in een 'Sanatorium pour neurasthéniques" waaruit hij op 16 oktober 1912 ontslagen werd. Hij werd militaire arts tijdens de Eerste Wereldoorlog. Hij stierf te Geel op 26/11/1942.
Van Franz weten we weinig, hij was waarschijnlijk niet meer bij Emma thuis in 1912.
Guido is getrouwd op 11 juni 1912 en in 1913 vertrokken als substituut van de procureur des konings naar Congo (Lusambo).
Antoon bleef bij Emma wonen. Hij was functionaris bij het ministerie van wetenschappen en kunsten. Hij is te Brussel verongelukt op 30 september 1920.
Paul is nog een hele tijd bij Emma blijven wonen. Hij was muziekcriticus en -recensent bij o.a. Le Soir.
In december 1907 was Emma zwaar ziek, maar ze kwam er weer bovenop.
Op 17 februari 1921 overleed Coeckelbergh te Elsene op 69-jarige leeftijd.

### Samenwerking met Edgar Tinel
Tinel heeft in zijn opus 5: 'Quatres mélodies pour chant avec accompagnement de piano' vier gedichten uit de bundel 'Heures Perdues' op muziek gezet. Ook voor opus 6: 'Deux mélodies  pour chant avec accompagnement de piano' gebruikt hij de gedichten 'L'Angelus' en 'Pourquoi' (uit 'Les Epines').
In 1891 schreef Emma een 'Cantique de Première Communion', opus 24, die Edgar toonzet.
In 1892 toondichtte Edgar 'Feuilles d'Automne' en 'Le Chant du Cygne' (dit laatste een gedicht van E. Geibel, vertaald uit het Duits door Emma, verschenen in 'Vers et Proses'), nr. 1 en 6 uit 'Six Mélodies', opus 40.
In 1896 schreef Coeckelbergh de 'Kantate' aan Constance Teichmann voor de 50e verjaring van Gasthuis Louise-Maria te Antwerpen. Edgar zet deze op muziek.
In 1902 componeerde Edgar opus 45: 'Cantique Nuptial' op tekst van Emma.
Een opsomming van de werken van Edgar Tinel, die Emma vertaald heeft in het Frans:
- 1878: opus 18: Huldigingscantate pater De Smet
- 1879: opus 20: Kollebloemen (Roses des blés)
- 1879: opus 22: Grafgezangen
- 1886: opus 37: Aurora
- 1887: opus 36 Franciscus
- 1890: opus 39: Psalm XXIX
- 1891 Psalm VI
- 1895: Antoniuslied

Voor deze vertalingen moet Coeckelbergh zeer nauw samengewerkt hebben met Edgar. Het is niet simpel de versvoeten en de muziek te laten accorderen.
Merkwaardig is dat Coeckelbergh 'Godelieve', opus 43, (door G. Th. Antheunis) en 'Katharina', opus 44, (door Florimond Van Duyse) niet naar het Frans vertaald heeft.
Veel van deze werken zijn beschikbaar in de Koninklijke Bibliotheek van België.

### Gepubliceerde bundels van Emma Coeckelbergh
- Conte Indien. La Mandragore, poème. L. de La Montagne, Anvers (1874).
- Les Epines – Heures Perdues. Typ. De J. Edom, Saint-Nicolas (1874-1875). Geraadpleegd op 24 januari 2021.
- 'Sentiers perdus', Weissenbruch, Bruxelles, 1877
- 'Notre Dame du Chêne', Typ. De J. Edom, Rue Notre-dame, Saint-Nicolas (1877)
- 'Vers et Prose', Imprimerie Scienifique Ch. Bulens, Bruxelles, 1902
- drie gedichten van Emma Coeckelbergh, Tinel's vrouw, gepubliceerd in een bloemlezing van Franstalige gedichten voor de scholen in Canada: "Morceaux Dire", La Cie D'Imprimerie St-Louis, Montreal, 1918, p. 87-88. Het gaat om: 'L'Ecrin'[6], Fleurs efeuillées (uit 'Vers et Prose') en Primavera (uit 'Vers et Prose')
- "Ce que j'aime": mélodie (Bruxelles: Katto, 1876) op muziek gezet door Ernest Bergman (alias Jan Simon Eykens), componist. Gedicht uit 'Heures Perdues'

- Bibliothèque nationale de France: cb151161855 (data)
- International Standard Name Identifier: 0000 0000 4287 580X
- Library of Congress Control Number: no2006136489
- Virtual International Authority File: 15158385